# Mohammad Khodabandelou
Mohammad Khodabandelou (en persa: محمد خدابنده‌لو‎; Teherán, 7 de septiembre de 1999) es un futbolista iraní que juega en la demarcación de centrocampista para el Zob Ahan FC de la Iran Pro League.

## Biografía
Tras formarse como futbolista en las filas inferiores del Paykan FC, finalmente debutó como futbolista profesional el 5 de diciembre de 2017 en un encuentro de la Iran Pro League contra el Saipa FC que finalizó con un resultado de 1-0 a favor del equipo de Karaj, tras sustituir a Amir Hossein Karimi en el minuto 44.

## Clubes
| Club        | País | Año         | Partidos | Goles |
| ----------- | ---- | ----------- | -------- | ----- |
| Paykan FC   | Irán | 2017 - 2021 | 46       | 2     |
| Zob Ahan FC | Irán | 2021 -      | 3        | 0     |